# Kia Venga
Kia Venga — субкомпактвэн фирмы Kia Motors. Впервые представлен на Франкфуртском автосалоне в августе 2009 года. Продажи автомобиля в Европе начаты в 2010 году. Kia Venga разработана в Германии и производится в Словакии. Двигатели оснащены системой Stop and Go и соответствуют стандарту Евро-5.
В 2016 году автомобиль подвергся фейслифтингу, изменения коснулись переднего бампера, который получил больше изгибов, шильдик Киа «переехал» с фальшрадиаторной решетки выше, на заднем бампере появилась вставка «по хром». Изменения коснулись и интерьера.
Venga  в переводе с испанского языка означает давай!.
Концепт Kia № 3 был показан на Женевском автосалоне в марте 2009 года. Необычность концепта в стеклянной крыше с диагональной балкой.

## Безопасность
После ужесточения теста в 2010 году (требования к «активной безопасности» были повышены с 70 % до 75 %) Kia Venga получила четыре звёздочки.
| Euro NCAP                                              | Euro NCAP | Euro NCAP | Euro NCAP             |
| ------------------------------------------------------ | --------- | --------- | --------------------- |
| · общий рейтинг                                        |           |           |                       |
| 79%                                                    | 66%       | 64%       | 71%                   |
| взрослый пассажир                                      | ребёнок   | пешеход   | активная безопасность |
| Протестированная модель: Kia Venga 1.4 GLS, LHD (2010) |           |           |                       |

Впоследствии, в конструкцию автомобиля были внесены изменения и в ноябре краш-тест был проведён вновь.
| Euro NCAP                                              | Euro NCAP | Euro NCAP | Euro NCAP             |
| ------------------------------------------------------ | --------- | --------- | --------------------- |
| · общий рейтинг                                        |           |           |                       |
| 89%                                                    | 85%       | 64%       | 71%                   |
| взрослый пассажир                                      | ребёнок   | пешеход   | активная безопасность |
| Протестированная модель: Kia Venga 1.4 GLS, LHD (2010) |           |           |                       |